# Alexandr Briullov
Alexandr Briullov (în rusă Александр Павлович Брюллов) (n. 29 noiembrie 1798, Sankt Petersburg - d. 9 ianuarie 1877, Sankt Petersburg) a fost un pictor și arhitect rus născut într-o familie de origine franceză.
Împreună cu alții, a proiectat Teatrul Mihailovschi, Biserica Luterană a Sf. Petru și Sf. Paul, Observatorul Pulkovo, toate din Sankt Petersburg.